# Sphyrospermum glutinosum
Sphyrospermum glutinosum är en ljungväxtart som beskrevs av Luteyn och Pedraza. Sphyrospermum glutinosum ingår i släktet Sphyrospermum och familjen ljungväxter. Inga underarter finns listade i Catalogue of Life.